# Boris Johnson is a Fucking Cunt
Boris Johnson Is a Fucking Cunt ist ein Lied der britischen Punkband The Kunts. Das Lied ist eine satirische Verunglimpfung des ehemaligen britischen Premierministers Boris Johnson. Es erschien zunächst im Juli 2020 auf dem Album Kunts Punk In Your Face auf dem Label Disco Minge Records. In der Weihnachtswoche 2020 erreichte es Platz 5 der britischen Singlecharts.

## Entstehung
Unter dem neuen Projektnamen The Kunts veröffentlichte der Comedian Kunt im Juli 2020 das Album Kunts Punk In Your Face, auf dem er sich thematisch mit politischen Themen wie dem Brexit, Boris Johnson, Donald Trump, der britischen Königin Elisabeth II. oder dem Fernsehproduzenten Simon Cowell beschäftigt. Der neunte Albumtrack ist Boris Johnson is a Fucking Cunt, der zwölfte Track Donald Trump is a Fucking Cunt ist dieselbe Komposition mit einem leicht geänderten Titel und Text.

## Inhalt
Der 1:22 Minuten lange, vom Stil der Sex Pistols oder der Ramones inspirierte Track besteht nur aus einem kurzen Vers, der sechsmal wiederholt wird. In ihm wird der britische Premierminister Boris Johnson als „fucking cunt“ (dt.: verdammte Fotze) verunglimpft.

## Artwork
Das Cover der Single ahmt – analog zum Cover des Albums – eine Titelseite der britischen Boulevardzeitung The Sun nach. Fiktives Erscheinungsdatum ist der 25. Dezember 2020, der Tag der Bekanntgabe der Weihnachts-Nummer-eins der britischen Singlecharts. Als Schlagzeile wird der Songtitel verwendet, darunter ein Porträtbild von Johnson.

## Rennen um die Weihnachts-Nummer-eins
Vor dem Hintergrund der stockenden Verhandlungen um ein Handelsabkommen zwischen der Europäischen Union und dem Vereinigten Königreich rief eine Kampagne in den sozialen Medien dazu auf, das Lied durch konzertierte Käufe zur Weihnachts-Nummer-eins zu machen. Die Aktion wurde unter anderem von dem Humoristen Charlie Brooker und dem Sex-Pistols-Mitglied Glen Matlock unterstützt. Neben dem eigentlichen Track wurde auch eine Akustikversion und – in Anspielung auf die Benefizaktion des Musikers LadBaby – ein Sausage Roll Remix veröffentlicht.
Der Song wurde auf BBC Radio 1 erstmals am 20. Dezember 2020 vorgestellt. Dabei erwähnten die beiden Moderatoren den Titel des Liedes nicht und spielten es auch nicht, sondern merkten stattdessen an: „Now at 19 we've got a track about Boris Johnson that has so many bad words in it we can't play it on daytime Radio 1.“ (dt.: Jetzt auf 19 haben wir einen Track über Boris Johnson, der so viele Schimpfwörter enthält, das wir ihn nicht im Tagesprogramm von Radio 1 spielen können.). Am 23. Dezember 2020 wurde der Song bei den Buchmachern mit einer Quote von 8/1 als Kandidat für die Weihnachts-Nummer-eins geführt, nachdem Amazon und iTunes ihn als zweitmeistgedownloadeten Song führten. Schließlich erreichte er mit 45.119 verkauften Kopien Platz 5 der britischen Singlecharts.

## Chartplatzierung
| ChartsChartplatzierungen     | Höchstplatzierung | Wochen |
| ---------------------------- | ----------------- | ------ |
| Vereinigtes Königreich (OCC) | 5 (1 Wo.)         | 1      |